# 남원 미륵암 석불
남원 미륵암 석불(南原 彌勒庵 石佛)은 대한민국 전북특별자치도 남원시 노암동, 미륵암에 있는 석불이다. 1984년 4월 1일 전라북도의 문화재자료 제65호로 지정되었다.

## 개요
전라남도 남원시 노암동에 위치한 미륵암내에 있는 전체 높이 192cm의 불상이다.
머리에는 작은 소라 모양의 머리칼을 붙여 놓았으며, 그 위에는 상투 모양의 머리묶음이 솟아 있다. 목에는 3줄로 새겨진 삼도(三道)가 있고, 불상 뒤편에는 배(舟)모양의 광배(光背)가 있다. 지금은 왼쪽 윗부분과 오른쪽의 1/3 정도가 절단되어 없어졌으며 불꽃무늬가 조각되어 있다.
불상이 서 있는 받침돌은 사각형으로 화강암을 이용하여 만들었으며 그 위에 다시 연꽃잎이 아래로 향한 무늬를 도드라지게 새겼다. 불상의 발 부분이 표현되지 않아 불상과 받침돌이 별개의 돌처럼 느껴진다.
전체적인 모습으로 보아 고려시대에 만들어진 작품으로 추정된다.

## 참고 자료
- 미륵암석불 - 국가유산청 국가유산포털